# Mildenhall (Wiltshire)
Mildenhall – wieś w Anglii, w hrabstwie Wiltshire. Leży 40 km na północ od miasta Salisbury i 110 km na zachód od Londynu. W 2001 miejscowość liczyła 457 mieszkańców.